# 귀여워
"귀여워"는 2004년에 개봉한 대한민국의 영화이다.

## 캐스팅
- 김석훈 : 첫째 아들 후까시 963 역
- 박선우 : 둘째 아들 개코 역
- 정재영 : 세째 아들 뭐시기 역
- 예지원 : 순이 역
- 장선우 : 장수로 역
- 박희순 : 막내 역
- 이승채 : 미스 서울 / 퇴물 미용사 역
- 김준배 : 훈탁 역
- 김희정 : 병아리 역
- 고원종 : 코흘리개 형제 역
- 고윤종 : 코흘리개 형제 역
- 유형관 : 포장마차 주인 역
- 허율 : 철거 건달 5 역
- 노진성 : 철거 건달 7 역
- 박혁권 : 노숙자 3 역
- 김규남 : 노숙자 4 역
- 손영순 : 선술집 주인 역
- 김성태 : 퀵 서비스 총무 역
- 김추월 : 철거 주민 아줌마 역
- 최민금 : 박카스 아줌마 역
- 권오현 : 돈 받는 경찰 역
- 진유영 : 수리점 사내 역
- 추귀정 : 수리점 아내 역
- 강병규 : 토크쇼 출연자 역 (특별출연)
- 김태균 : 토크쇼 출연자 역 (특별출연)
- 정찬우 : 토크쇼 출연자 역 (특별출연)